# Ère Jōhei
L'ère Jōhei (承平) est une des ères du Japon (年号, nengō, littéralement « le nom de l'année ») suivant l'Ère Enchō et précédant l'Ère Tengyō s'étendant de 931 à 938. L'empereur régnant est  Suzaku-tennō (朱雀天皇).

## Changement de l'ère
L'ère Jōhei a été proclamée lors de la neuvième année de Enchō (931).

## Événements de l'ère Jōhei
- Jōhei gannen (承平元年) ou Jōhei 1, le 7e mois (931) : L'ancien empereur Uda meurt, âgé de 65 ans[2].
- Jōhei 2, le 8e mois (932) : L'udaijin Fujiwara no Sadakata meurt à l'âge de 65 ans[2].
- Ère Jōhei 2, le 11e mois (932) : L'empereur célèbre la fête "Daï zió ye"; il offre à cette occasion des présents de grand prix au dieu d'Ise, duquel descend sa race et sacrifie également aux autres dieux tutélaires de ce pays[2].
- Ère Jōhei 3, le 1er mois (933) : Il y a des bandes de voleurs à Heian-kyo[2].
- Ère Jōhei 3, le 2e mois (933) : Le dainagon Fujiwara no Nakahira, frère de Takahira, devient udaijin[2].
- Ère Jōhei 3, le 12e mois (933) : Dix des premiers dignitaires de l'empire partent chasser avec des faucons dans la plaine d'Owara; ils sont tous vêtus avec une grande magnificence[2].
- Ère Jōhei 4, (934) : Le nombre des pirates s'étant accru considérablement dans les contrées de Sang'yō (region de Sang'yō) et de Nankaidō (region de Nankaidō), l'empereur y envoie des troupes pour les arrêter[2].

| Jōhei     | 1re | 2e  | 3e  | 4e  | 5e  | 6e  | 7e  | 8e  |
| Grégorien | 931 | 932 | 933 | 934 | 935 | 936 | 937 | 938 |